# Catterick
Catterick – wieś w Anglii, w hrabstwie North Yorkshire, w dystrykcie (unitary authority) North Yorkshire. Leży nad rzeką Swale, 58 km na północny zachód od miasta York i 334 km na północ od Londynu. W 2001 miejscowość liczyła 2743 mieszkańców.
Na zachód od wsi, w odległości kilku kilometrów znajduje się baza wojskowa Catterick Garrison. Na południu do wsi przylega kompleks koszarowy znajdujący się na terenie dawnej bazy lotniczej RAF Catterick